# Linda Pagli
Linda Pagli (Livorno, 1950) è un'informatica italiana.
Specializzata in reti e algoritmi distribuiti, è stata professoressa all'Università di Pisa e membro della statunitense Italian Academy for Advanced Studies in America. Ha collaborato con l'UNESCO e col Ministero degli Affari Esteri italiano in progetti di divulgazione delle competenze informatiche nei paesi in via di sviluppo.

## Biografia
Ha conseguito nel luglio del 1973 la laurea in Scienze dell'Informazione presso l'Università di Pisa. Rimarrà a Pisa come ricercatrice fino al 1987, anno in cui ha ottenuto una cattedra da ordinaria presso l'Università di Salerno; nel 1990, ha fatto ritorno a Pisa nel ruolo di ordinaria di algoritmi.

## Opere
Linda Pagli è autrice del testo inglese Mathematical and Algorithmic Foundations of the Internet (con Fabrizio Luccio e Graham Steel, CRC Press, 2011). Suoi sono anche diversi libri in lingua italiana, tra cui:
- Linda Pagli e Fabrizio Luccio, Reti logiche e calcolatore, Bollati Boringhieri, 1991, ISBN 8833954870.

- Fabrizio Luccio e Linda Pagli, Storia matematica della rete: dagli antichi codici all'era di internet, Bollati Boringhieri, 10 maggio 2007, ISBN 978-8833917856. Finalista, nel 2008, del premio letterario Galileo per la divulgazione scientifica.

- Fabrizio Luccio e Linda Pagli, Algoritmi, divinità e gente comune, ETS, 1º aprile 2012, ISBN 8846732162.

- Pierluigi Crescenzi e Linda Pagli, Problemi, algoritmi e coding. Le magie dell'informatica, Zanichelli, 1º gennaio 2017, ISBN 978-8808320889.